# Столица жеља (серијал)
Столица жеља је серијал од два романа енглеске списатељице Инид Блајтон и треће књиге објављене 2000. састављене од кратких прича Инид Блајтон. Три дечје приче су следеће:
- Авантуре столице жеља, 1937 (објавио Џорџ Њунс, илустровала Хилда МекГевин)
- Поново столица жеља, 1950 (објавио Џорџ Њунс, илустровала Хилда МекГавин)
- Још прича о столици жеља, 2000 (објавио Мамут, илустровао Ентони Луис)

Прва књига, Авантуре столице жеља је први роман Инид Блајтон - иако је епизодне природе. ТВ серија је снимљена 1998. у оквиру Enid Blytons Enchanted Lands.

## Авантуре столице жеља
Моли и Питер, тражећи рођендански поклон за своју мајку, проналазе мистериозну продавницу антиквитета коју, чини се, воде виле. Тамо проналазе магичну Столицу жеља која има моћ да добије крила и лети. Након што их столица избави из продавнице и врати кући, одлучују да задрже столицу у својој играоници. У својој првој авантури, они спашавају патуљка по имену Чинки (преименованог у Бинки у ревидираним издањима и Џигс у ТВ серији) од дива. Патуљак долази да живи у њиховој играоници, а остатак књиге односи се на авантуре деце, док их столица води, и Чинкија (касније назван Бинки) на разна магична места.

## Поново столица жеља
Први је дан летњег распуста и Питер и Моли умиру од жеље да крену у још авантура са својом Столицом жеља. Питер нехотице тражи да оде у земљу „Бог зна где“, али у процесу одласка тамо, Столица жеља је украдена. На крају је добију назад и неколико дана касније, Столици жеља израсту само три крила. Завршавају у Земљи папучица и када Питер увреди једну од њих, узврате тако што одсеку сва крила столици, али они прибављају неку крему помоћу које столици поново нарасту крила.
Следећег кишног дана, нехотице им израсту крила на играчкама и играчке заврше у школи господина Грима где се шаљу несташни колачићи. Спријатељили су се са колачем по имену Винкс и успешно натерали господина Грима да се одрекне играчака. Винкс се настањује у кући Питера и Моли и они га воде у авантуре, али последњег дана распуста враћају га у школу господина Грима јер је био превише несташан.

## Још прича о столици жеља
У овој последњој књизи, Моли и Питер су код куће за полугодишњи распуст, а Чинки (или Бинки) и Столица жеља су спремни да одлете у магичне земље. Они  посећују разне земље и помажу Деда Мразу да достави поклоне на Бадње вече.
Објављена 2000. године, књига је компилација прича састављених од уклоњених поглавља претходних књига, као и материјала из часописа Sunny Stories и Омнибуса Инид Блајтон!

## Телевизијска адаптација
Анимирана серија Инид Блајтон Зачарана земља, заснована на причама из серијала Столица жеља и Удаљена шума, емитована је 1997. и 1998. године. Комплетна серија је касније објављена на ВХС-у 1999. на 2 одвојене траке са 6 других епизода.

## У популарној култури
Столица жеља се накратко види на крају Црног досијеа Алана Мура.